# Красная полёвка
Красная полёвка (лат. Myodes rutilus) — вид грызунов из рода лесных полёвок.
Ареал вида охватывает территорию следующих стран: Канада (Британская Колумбия, Манитоба, Северо-Западные территории, Нунавут, Юкон), Китай, Финляндия, Япония (Хоккайдо), Казахстан, Корейская Народно-Демократическая Республика, Монголия, Норвегия, Российская Федерация, Швеция, США (Аляска).
Обитает в субарктической зоне берёзовых лесов и в северной части зоны бореальных лесов. Больше живёт в лесах с густым травянистым подлеском. Травоядное животное, питается зелёными частями трав и травянистых растений, орехами, семенами, корой, лишайниками, грибами и насекомыми, запасает семена на зиму.
Серьёзных угроз для этого вида не существует. Встречается во многих природоохранных территориях.